# Acerbia thulea
Acerbia thulea är en fjärilsart som beskrevs av Johan Wilhelm Dalman 1823. Acerbia thulea ingår i släktet Acerbia och familjen björnspinnare. Inga underarter finns listade i Catalogue of Life.